# Skägget i brevlådan (datorspel)
Skägget i brevlådan är ett svenskt datorspel från 2008 som bygger på SVT:s julkalender med samma namn. Spelet utvecklades av Upside Studios och utgavs av Pan Vision.

## Upplägg och innehåll
I spelet har Lage och hans kompisar förväxlat sin inköpslista med tomtens önskelista. För att inte få matvaror i sina julstrumpor måste gänget leta rätt jultomten för att ge honom rätt lista så han vet vad de önskar sig i julklapp. Spelaren spelar igenom 25 minispel för att låsa upp kugghjul till en maskin för att lokalisera jultomten.
24 av minispelen låses upp med en kod som avslöjades efter dagens avsnitt av SVT:s julkalender i TV och på SVT:s hemsida medan ett minispel finns tillgängligt från grunden.

## Rollista
- Måns Nilsson – Klas
- Sandra Huldt – Renée
- Anders Johansson – Lage
- Tomas Rooth – Tomten[2]

## Mottagande
TT Spektras recensent Thomas Arnroth gav spelet 3 av 5 i betyg och skrev att det "överraskar knappast, men levererar å andra sidan precis vad man förväntar sig". Han tyckte att spelet hade lång livslängd och var rätt billigt och att spelen var rätt enkla med helt okej variation men att det passade bättre för yngre barn.
Aftonbladets recensent Therese Granlund gav spelet 3 av 5 i betyg och skrev att hon var "dödligt less på halvhjärtade minispel, men det här är någonting annat. Mycket har gjorts förut och flera av spelen återkommer i lite olika tappning, men man har skruvat till det på ett sätt som gör att det ändå känns fräscht och varierat." Hon beskrev minispelen som "skönt lustiga" med välfungerande mekanik och beskrev spelet som ett "utsökt tidsfördriv i väntan på tomten" med eftersökte mer julkänsla i spelet.
Östgöta Correspondentens recensent Mats Ernofsson gav spelet 7 av 10 i betyg och beskrev det som "ovanligt bra för att vara en julkalender" med minispel som är enkla, korta men överlag både charmiga och roliga med hyfsad variation.